# Navadna leča
Léča (znanstveno ime Lens culinaris) po hranilni vrednosti ne zaostaja za fižolom in grahom. Ima nekaj manj celuloze ter nekaj več železa in mineralov, vendar jo gojijo v manjšem obsegu kot fižol. Zrno leče je lečaste oblike (optična leča se imenuje po njem). Obstaja veliko vrst leče, ki so lahko rumene, zelene, rjave, rdeče in temno sive do črne barve. Po kemični sestavi se bistveno ne razlikujejo, se pa razlikujejo po okusu in videzu. Dobra leča mora imeti zrna debeline 3 do 5 mm.